# 西尔维娅·施泰纳
西尔维娅·施泰纳（德語：Sylvia Steiner，1982年5月7日—），奥地利女子射击运动员，2022年世界射击锦标赛混合团体10米气手枪金牌得主和女子50米手枪银牌得主、2023年世界射击锦标赛女子50米手枪金牌得主和女子25米标准手枪铜牌得主。